# Resolució 2156 del Consell de Seguretat de les Nacions Unides
La Resolució 2156 del Consell de Seguretat de les Nacions Unides fou adoptada per unanimitat el 27 de maig de 2014. El Consell a ampliar el mandat de la Força Provisional de Seguretat de les Nacions Unides per a Abyei (UNISFA) durant quatre mesos, fins al 15 d'octubre de 2014.

## Detalls
El Consell observa que la desmilitarització pactada de la Zona Fronterera Segura Desmilitaritzada i la implementació del Mecanisme de Vigilància de Fronteres Conjuntes s'havien estancat. Sudan del Sud no estava d'acord amb la ubicació de la línia central de la frontera entre Sudan i Sudan del Sud i es va retirar temporalment del mecanisme de vigilància. Els presidents d'ambdós països havien parlat recentment. El Consell els va instar a continuar les negociacions sobre l'estatus de la regió d'Abyei i l'acord del 20 de juny de 2011, relatiu a l'establiment d'una administració i la policia a la zona. A causa de l'absència d'aquests organismes, hi va haver un perill permanent de violència intracomunitària a la regió.
El mandat de la UNISFA es va estendre fins al 15 d'octubre de 2014 i es va mantenir el nombre de tropes al lloc. la resta d'efectius autoritzats per la Resolució 2104 no hi serien enviats fins que no es reprengués el Mecanisme de Vigilància de Fronteres. A aquest respecte, es van fer esforços per determinar la línia central de la zona desmilitaritzada. Alhora es va repetir que aquesta línia central no tenia un valor legal pel que fa al límit actual o futur.
El Consell també va condemnar la presència de l'exèrcit Sudanès del Sud, de la policia petroliera sudanesa i de les milícies (sudaneses) Misseriya a Abyei. L'àrea havia d'estar desmilitaritzada i només hi tindrien accés la UNISFA i la policia d'Abyei. També es va informar que algunes comunitats de la zona estaven fortament armades i que s'havien de desarmar. El consell va instar dos governs a organitzar una conferència de pau per als líders tribals de Ngok Dinka i Misseriya, alhora que els va convidar a cooperar plenament en la investigació sobre l'assassinat d'un casc blau i un capità Ngok Dinka.